# Adolph Lindvall
Adolph Lindvall, född 15 oktober 1780 i Öjaby församling i Kronobergs län, död 11 mars 1843, var en svensk präst.
Lindvall var son till Nils Lindvall, andre lantmätare i Kronobergs län, och Christina Catharina Hamnel. Adolph Lindvall blev student vid Lunds universitet 1803 och prästvigdes 1806. Han blev konistorieamanuens 1811, vikarierande konsistorienotarie 1816 och avlade pastoralexamen samma år. Han blev kyrkoherde i Reftele pastorat i Växjö stift 1818 med tillträde 1820, var vikarierande häradsprost 1828–1829 och blev prost 1830. Under hans tid i Reftele församling byggdes ny kyrka som invigdes av Tegnér 1839.
Han gifte sig första gången 1820 med Sara Elisabet Hagelberg (1789–1829), dotter till Bengt Hagelberg, som var Lindvalls företrädare i Reftele, och Judit Unnera. Tillsammans fick de sönerna Bengt Niclas Adolf Lindvall (född 1821), kyrkoherde i Reftele, och Alfred Johan Theodor Frithiof Lindvall (1826–1874), komminister i Norra Ljunga, farfar till Sven Lindwall och farfars far till kyrkoherde Bengt Lindwall i Vetlanda.
Andra gången gifte han sig 1830 med Christina Sophia Lundblad (1803–1877), dotter till Olof Lundblad, brukspatron på Åryd, och Hedvig Sophia Netherwood. De fick en son Jacob Wilhelm Lindvall (1832–1909), som blev provinsialläkare i Växjö.

## Skrifter i urval
- Bergelin, Johan; Lindvall Adolf (1805) (på latin). Exercitatio academica de necessitate linguas hodiernas in scholis publicis tractandi. Quam, consentiente ampliss. ord. philos. Lund. exhibent præses Johan Bergelin ... & respondens Adolph Lindvall, Smolandus in lyceo Carolino die XX Junii MDCCCV. Lundæ, literis Berlingianis. Libris 2555782